# Ris (redskab)
 For alternative betydninger, se Ris (flertydig). (Se også artikler, som begynder med Ris)
Et Ris er en samling af grene eller kviste, der kan benyttes som strafferedskab ved at bruge riset til at piske den straffedes krop. Riset var tidligere i Europa et meget benyttet strafferedskab, der blev benyttet i hjemmene, i skolerne, og som straffeinstrument til at piske forbrydere eller andre, der af den ene eller anden årsag havde forbrudt sig mod samfundets normer. Riset blev brugt overfor både voksne og børn, mænd og kvinder, der fik ris på enten balderne eller ryg/skuldre. Børnene fik oftest ris på balderne, hvorimod voksne oftest fik ris på ryg og skuldre.
Ris kan fremstilles af grene fra flere forskellige vækster og træer. Ris har været fremstillet af birkegrene (birkeris), men ris fremstillet af hassel, æbletræer, pil har været flittigt benyttet. I England var ris af pil det oftest benyttede ris til afstraffelse af børn og unge, og på Isle of Man, der benyttede ris helt op til 1970'erne, var riset af hassel.
Ris var et almindeligt strafferedskab til korporlig afstraffelse til op omkring 1800-tallet, hvor spanskrøret vandt frem. Der er spekuleret i, at riset blev opgivet fordel for spanskrøret som følge af, at det i den victorianske æra blev anset for upassende at blotte elevernes balder, og fordi et ris - i modsætning til et spanskrør - ikke er effektivt uden på tøjet. Ris benyttes i dag kun i Trinidad til at piske dømte forbrydere.
Det er uklart, hvornår traditionen med at bruge ris begyndte, men det vides med sikkerhed, at der blev brugt ris i skolerne i antikkens Rom, da der er fundet flere fresker og mosaikker, der illustrerer afstraffelser med ris.

## Brug af ris i Danmark

### Strafferedskab for forbrydere
Korporlig afstraffelse har siden landskabslovene (og inden da) været en vigtig del af de straffe en forbryder kunne påregne at blive mødt med i Danmark.
Christian 5.'s Danske Lov foreskriver brug af ris som straf for flere forbrydelser. Danske Lov foreskriver i 6-3-10, at mindre børn, der forstyrrer gudstjenesterne, kan straffes med ris eller pisk af dem, der fører tilsyn med kirken (degnen, kirketjeneren), og i 6-6-19, at børn mellem 10 og 14 år skulle straffes med ris som straf for drab (dog ikke, hvis barnet var kendt for "ulydighed", i hvilket tilfælde barnet skulle straffes med tvangsarbejde på livstid). Herudover indgik pisk med ris i den mere alvorlige straf kagstrygning, hvor den dømte blev bundet til en kag og herefter offentligt pisket med ris. Kagstrygning blev anvendt som straf overfor voksne (både mænd og kvinder) primært for tyveri og for forbrydelser mod seksualmoralen, men også almindelig opsætsighed mod myndighederne kunne resultere i kagstrygning.
Ris var også en straf, der blev benyttet i tugthusene. I Tugt- og Børnehuset på Christianshavn blev riset også brugt.
Ved straffeloven af 1866 bortfaldt en række af de korporlige straffe, men ris var fortsat foreskrevet som straf for drenge mellem 10 og 15 år og for piger mellem 10 og 12 år. Børnene blev tildelt mindst 10 og højst 25 slag - særlig "vanartige" børn kunne dog blive tildelt 2 x 25 slag fordelt på to dage. Drenge mellem 12 og 18 kunne dog også straffes med spanskrør. Korporlig straf for straffelovsovertrædelser bortfaldt med straffeloven af 1930.

### Brug i hjemmene og i skolerne
Forældres konkrete udøvelse af revselsesretten har ikke altid påkaldt sig den store interesse, men forældre har gennem tiderne brugt korporlig afstraffelse i forskellige varianter overfor børn og tyende. Den omfattende brug af ris i skolerne og som led i strafferetsplejen tyder på, at riset har været et flittigt brugt redskab i hjemmene også.
I skolerne var riset og ferlen (en slags kølle, der blev brugt til at slå eleverne med) de direkte symboler på skolens autoritet. Ved skolemesterinstruksen fra 1739 var det pålagt skolemesteren (læreren) at bruge riset på børn, der forgæves var blevet irettesat, ligesom han blev anbefalet at straffe de dovne elever med ris. Skolemesteren kunne dog overlade det til forældrene selv at give barnet ris i skolemesterens påsyn.
Den første folkeskolelov fra 1814 forsøgte af begrænse brugen af korporlige straffe i skolerne, men gav dog lærerne ret til at slå børnene under 10 år med et "lidet ris". En række beretninger tyder på, at skoletugt trods forsøget på begrænsning i 1814 fortsat var vidt udbredt i tiden derefter.
Når børn fik ris i skolerne, skete det på de blottede balder.
Omkring 1850'erne ophørte brugen af ris i skolerne, og i stedet benyttedes spanskrør til korporlig afstraffelse af eleverne. Elevene kunne dog beholde bukserne eller kjolen på, når de blev straffet med spanskrør.

## Brug af ris i andre lande

### Sverige
I Sverige har ris været et udbredt instrument til at straffe i hjemmet og i skolerne. Ris har også været anvendt til voksne som straf idømt administrativt eller af domstolene. Pryglestraffe til mænd omfattede dog ikke ris, men stokkeslag. Kvinder og børn blev straffet med ris, op til 30 slag.

### Storbritannien
Ris har været flittigt brugt også i Storbritannien, både som judiciel straf og i skoler og hjem.
Efter britisk lov kunne mænd og børn straffes med ris, der i Storbritannien blev benævnt et "judicial birch", der ofte var et ganske smertefuldt ris. Ved nogle straffeanstalter i Storbritannien, herunder i Dartmoor fængslet, anvendtes forskellige størrelser af ris, herunder et "senior birch" (senior ris), der vejede 450 gram og 1,2 meter langt. Riset blev benyttet til indsatte over 16 år. Så sent som i 1951 var ris benyttet i britiske fængsler, hvor et særligt cirkulære foreskrev, at der ved brug af ris til de mandlige indsatte alene skulle benyttes ris (og ni-halede katte) fra Londons Wandsworth fængsel, hvor de var blevet "grundigt testede".
På trods af, at riset mistede popularitet fra midten af 1800-tallet, indførte den britiske Royal Navy i 1860'erne riset som straffeinstrument til yngre sømænd, der ellers tidligere var blevet pryglet med den nihalede kat. "Katten", der også blev benyttet i de britisk fængsler, havde et dårligt ry og blev udskiftet med riset, som de mere dannede klasser havde stiftet bekendtskab med i skolerne. På samme tidspunkt blev riset indført i den britiske strafferet som det foretrukne instrument til afstraffelse af børn og yngre mænd, der tidligere var blevet pisket med den nihalede kat eller med svøber.
I 1900-tallet blev riset oftere benyttet til børn og unge end for voksne mænd. Riset blev brugt som straf for mindre forbrydelser, typisk småtyverier, og blev i England og Wales givet til drenge op til 14 år og i Skotland op til 16 år. Riset var et mindre ris, og straffen blev oftest eksekveret umiddelbart efter domsafsigelse, enten i retten eller på den nærmeste politistation.
Storbritannien ophørte med at straffe med ris i 1948, men anvendte fortsat ris som straf til indsatte i fængslerne frem til 1962. Nordirland fulgte ikke det øvrige Storbritannien i 1948 og ændrede først lovgivningen i 1968, hvorved muligheden for at straffe med ris endeligt ophørte. I praksis blev ris ikke anvendt for voksne efter 1948 og kun sjældent på børn og unge.
Riset har også været anvendt i det britiske skolesystem, herunder på den britiske kostskole Eton, der endog havde sit eget "Eton College birch", der blev anvendt ved en møbel, som modtageren skulle bøje sig ind over, når han fik ris. På en række andre skoler var praksis, at modtageren skulle sidde på ryggen af en anden elev, mens modtageren blev pisket med riset.
På kanaløerne Guernsey og Jersey blev ris dog fortsat anvendt frem til slutningen af 1960'erne. Den sidste gang riset blev benyttet på Guernsey var 1968.

### Isle of Man
På Isle of Man, der har sit eget retssystem uafhængigt af Storbritannien, blev riset dog fortsat anvendt flittigt op gennem 1960'erne og 1970'erne, indtil øen i 1993 ændrede lovgivningen, således at ris ikke længere kunne anvendes. Riset blev brugt som judiciel straf og blev brugt i skolerne, der dog også brugte spanskrør.
Isle of Man havde en lang tradition for at straffe med ris, særlig til mindre børn, men ved en lovændring 1960 indførte øen et særlig smertefuldt ris (the Manx birch), der herefter blev forbeholdt noget større børn og voksne. Hvor ris normalt består af en række kviste og grene i et bundt, bestod det særlige ris på Isle of Man af fire til seks kraftige hasselgrene og riset kunne derfor sammenlignes med et spanskrør, der gav 4-6 slag for hvert slag. Inden 1960 blev ris alene benyttet til børn op til 15 år, med ved lovændringen blev det fastslået, at drenge mellem 10 og 14 kunne straffes med spanskrør med op til seks slag, hvorimod drenge og unge mænd mellem 14-17 år blev straffet med op til 12 slag med ris for diverse småkriminalitet (tyveri, vold m.v.), men også "provokerende opførsel" kunne resultere i straf med riset. Voksne kunne straffes med op til 20 slag ris for tilsvarende forbrydelser og røveri, ligesom riset blev benyttet i fængslerne.
Selvom voksne kunne straffes med ris, var det oftest de større drenge og unge mænd, der blev straffet med ris. Den sidste brug af riset fandt sted i 1976. På dette tidspunkt var der særlig i Storbritannien indtrådt en vis modstand mod praksis på Isle of Man. I 1978 afsagde Den Europæiske Menneskerettighedsdomstol en dom, der fastslog, at brugen af ris på Isle of Man var en krænkelse af den straffedes menneskerettigheder. Dommen vedrørte formelt set Storbritannien, der har overhøjhed over øen, men ikke egentlig indflydelse på lovgivningen, og der var på Isle of Man en betydelig modstand mod dommen, Der blev i 1981 afsagt endnu en dom om ris til en yngre mand, men dommen blev ikke eksekveret. Først i 1993 blev muligheden for straf med ris fjernet fra lovgivningen på Isle of Man.

### Tyskland
I de tyske lande blev riset anvendt i forbindelse med eksekvering af korporlige straffe. I det tyske område blev anvendt "Staupenschlag" (tilsvarende den skandinaviske kagstrygning) som den alvorligste piskestraf, der blev idømt mænd og kvinder.
Tilsvarende blev riset anvendt i skolerne.

### Frankrig
Som i andre europæiske lande var der også i Frankrig en tradition for brug af ris som judiciel og hjemlig straf. Ris blev også brugt under den Franske revolution. En af revolutionens ledere, Anne-Josèphe Théroigne de Méricourt, blev sindssyg og endte sine dage på et asyl efter, at hun offentligt blev pisket med ris. Hun blev den 31. maj 1793 tilfangetaget af en gruppe jakobinske kvinder, der flåede tøjet af hende og piskede hende med ris i en offentlig park ved Tuilerierne.

### Trinidad
I den karibiske nation Trinidad og Tobago hjemler "the Corporal Punishment Act" fra 1953 mulighed for at domstolene i tillæg til fængselsstraf pålægger mænd korporlig straf enten i form af pisk med nihalet kat, en stok af tamarind, eller et ris og giver i øvrigt præsidenten ret til at tillade brug af andre instrumenter. I 2000 blev minimumalderen for korporlig afstraffelse forhøjet fra 16 til 18 år. Trinidad er det eneste land i verden, der fortsat anvender ris som en del af det formelle straffesystem.

## Brug til andet end straf
I Skandinavien, Baltikum og Rusland, men mest i Finland, er der tradition for at benytte et birkeris i forbindelse med saunaophold. Birkeriset benyttes for at forøge blodcirkulationen og for at åbne porrerne. Grenene har stadig blade på, og selve daskene med riset giver ikke egentlig smerte.
Riset har også historisk indgået som frugtbarhedsritual ved solhverv eller forårets komme. Ved brug af slag med "Livskvisten" vækkede man igen livet, som var stivnet under vinteren. Traditionen blev knyttet til fastelavn, hvor man vakte kvinder og dyr til fornyet frugtbarhed ved at rise dem, særlig de barnløse unge. Ifølge den oprindelige fastelavnstradition takkede den risede med gaver af fastelavnsbrød. Traditionen med fastelavnsris lever den dag i dag, hvor fastelavnsriset dog mest har symbolsk betydning.